# Budapest Grand Prix (judo)
Il Hungary Grand Slam, fino al 2019 classificato come Gran Prix, è un torneo internazionale di judo che si tiene annualmente a Budapest, in Ungheria.
Il torneo è parte del circuito IJF World Tour e conta ad oggi 7 edizioni.

## Edizioni
Di seguito la tabella delle edizioni del meeting.
| Edizione | Anno | Data          | Circuito            | Dettagli                 | Rif.  |
| -------- | ---- | ------------- | ------------------- | ------------------------ | ----- |
| 1°       | 2014 | 21-22 giugno  | IJF World Tour 2014 | Budapest Grand Prix 2014 | [ 1 ] |
| 2°       | 2015 | 13-14 giugno  | IJF World Tour 2015 | Budapest Grand Prix 2015 | [ 2 ] |
| 3°       | 2016 | 25-26 giugno  | IJF World Tour 2016 | Budapest Grand Prix 2016 | [ 3 ] |
| 4°       | 2018 | 10-12 agosto  | IJF World Tour 2018 | Budapest Grand Prix 2018 | [ 4 ] |
| 5°       | 2019 | 12-14 luglio  | IJF World Tour 2019 | Budapest Grand Prix 2019 | [ 5 ] |
| 6°       | 2020 | 23-25 ottobre | IJF World Tour 2020 | Hungary Grand Slam 2020  | [ 6 ] |
| 7°       | 2022 | 08-10 luglio  | IJF World Tour 2022 | Hungary Grand Slam 2022  | [ 7 ] |

### Altri eventi in Ungheria
Durante alcuni anni in cui non si è tenuto il Hungary Grand Slam in Ungheria si sono tenute altre competizioni appartenenti al IJF World Tour.
| Anno | Competizione       | Circuito            | Dettagli                        | Rif.   |
| ---- | ------------------ | ------------------- | ------------------------------- | ------ |
| 2017 | World Championship | IJF World Tour 2017 | World Championship Seniors 2017 | [ 8 ]  |
| 2021 | World Championship | IJF World Tour 2021 | World Championship Seniors 2021 | [ 9 ]  |
| 2023 | World Masters      | IJF World Tour 2023 | Judo World Masters 2023         | [ 10 ] |
| 2025 | World Championship | IJF World Tour 2025 | World Championship Seniors 2025 | [ 11 ] |